# مارتینا روژیکوا
مارتینا روژیکوا (انگلیسی: Martina Růžičková؛ زادهٔ ۲۲ مارس ۱۹۸۰) دوچرخه‌سوار زن اهل جمهوری چک بود.